# Carlos Larrañaga
Carlos Larrañaga Ladrón de Guevara (Barcelona, 11 de març de 1937 – Benalmádena, 30 d'agost de 2012) fou un actor català de cinema, teatre i televisió.

## Biografia
Fill de l'actriu María Fernanda Ladrón de Guevara i de l'actor Pedro Larrañaga. També va ser germà de l'actriu Amparo Rivelles. Prové d'una famíia d'actors, i només amb quatre anys va debutar a Alma de Diós, d'Ignacio Iquino.
Va aparèixer des de molt jove en el teatre i la televisió de Cuba, on es va instal·lar amb la seva família. Al seu retorn a Espanya es va incorporar al món del cinema, sempre fent papers de galant. A més de tenir una filmografia molt extensa rere seu, la seva activitat es va centrar en el teatre i la televisió.
L'any 1950 va participar en la pel·lícula Pequeñeces, de Juan de Orduña. Entre les cintes en què va aparèixer hi ha: Ha llegado un ángel (1961), de Luis Lucía, i Las verdes praderas (1979), de José Luis Garci, per la que guanyà una Medalla del Círculo de Escritores Cinematográficos, el 1979. Participà de nou amb Garci a Tiovivo c. 1950 (2004), Luz de domingo (2007), i Sangre de mayo (2008).
Com a director teatral dirigí, entre altres obres, La tercera palabra, Pato a la naranja, Casado de día... soltero de noche, ¿Qué tal cariño?, Y ahora ¿qué?, de Santiago Moncada.
En el camp de la televisió, destacà el seu paper principal en Los gozos y las sombras i el que tingué en la sèrie Farmacia de guardia, dirigida per Antonio Mercero, amb Concha Cuetos. El 2009 i després de divuit anys, tornà a interpretar el personatge d'Adolfo Segura, protagonista de la sèrie, en un especial per a commemorar el seu 20è aniversari. Va guanyar la Medalla d'Or al Mèrit en les Belles Arts.
Es va casar amb l'actriu María Luisa Merlo, amb qui va tenir quatre fills: Luis, Amparo, Juan Carlos Kako (d'una relació anterior) i Pedro, casat amb l'actriu Maribel Verdú.
El 1999 se separà de l'actriu i directora teatral Ana Diosdado, que havia estat la seva parella des de 1979. Posteriorment mantingué una relació amb María Teresa Ortiz-Bau, amb qui es casà el 2000. Després de separar-se de nou, el 2006 es va tornar a casar, aquest cop amb l'actriu Ana Escribano i va nàixer la seva primera filla en comú, Paula. El 12 de maig de 2010, als 73 anys, va anunciar el seu divorci amb Ana Escribano.
Va morir en un centre sanitari de Benalmàdena (Màlaga) a causa de les complicacions per la "descompensació cardíaca" que patia i per la qual ja havia estat ingressat anteriorment.

## Filmografia

### Cinema
| - Alma de Dios (1941) - Serenata española (1947) - Pequeñeces (1950) - Cita con mi viejo corazón (1950) - Una aventura de Gil Blas (1956) - Orgullo y pasión (1957) - La puerta abierta (1957) - ...Y eligió el infierno (1957) - Classe di ferro (1957) - Un vaso de whisky (1958) - 15 bajo la lona (1959) - Parque de Madrid (1959) - A sangre fría (1959) - El pequeño coronel (1960) - El traje de oro (1960) | - Melocotón en almíbar (1960) - Mi mujer me gusta más (1961) - Siega verde (1961) - Ha llegado un ángel (1961) - Siempre es domingo (1961) - La alternativa (1963) - El extraño viaje (1964) - De cuerpo presente (1967) - Escuela de enfermeras (1968) - Las amigas (1969) - Casa Flora (1973) - Los pájaros de Baden-Baden (1975) - Las verdes praderas (1979) - Los locos vecinos del 2º (1980) - Gay Club (1981) | - 127 millones libres de impuestos (1981) - Adolescencia (1982) - Y del seguro... líbranos Señor! (1983) - Redondela (1987) - Pesadilla para un rico (1996) - Atraco a las 3... y media (2003) - El cachetazo (2004,curtmetratge) - Tiovivo c. 1950 (2004) - Escuela de seducción (2004) - Bienvenido a casa (2006) - The Last Gateway (2007) - Luz de domingo (2007) - Sangre de mayo (2008) - Malditos sean! (2011) - Los muertos no se tocan, nene (2011) |

### Televisió
| - Gran teatro (1962) - Hoy llegó la primavera (1963) - Tras la puerta cerrada (1964) - Mañana puede ser verdad(1964) - Tengo un libro en las manos (1964) - Escuela de maridos(1964) - Primera fila(1964-1965) - Novela (1965-1977) - Diego Acevedo (1966) - Estudio 1 (1966-1982) - El tercer rombo (1966) - Historias para no dormir (1966) - Hermenegildo Pérez, para servirle (1966) - Teatro de siempre (1967) - El teatro (1970) - Compañera te doy(1973) | - Curro Jiménez (1978) - Verano azul (1981) - Los gozos y las sombras (1982) - Los desastres de la guerra (1983) - La comedia (1983) - Proceso a Mariana Pineda(1984) - La huella del crimen(1985) - Goya (1985) - Segunda enseñanza (1986) - Tristeza de amor (1986) - El séptimo cielo (1989) - Farmacia de guardia (1991-1995) - Un lío fuera de serie (1995) | - Lo que necesitas es amor (1995) - Canguros (1996) - Señor Alcalde (1998) - Un hombre solo (2000) - London Street (2003) - Un paso adelante (2003) - Mis adorables vecinos (2004) - Flores muertas (2004) - Manolo & Benito Corporeision (2007) - Cambio de vida (2007) - Guante blanco (2008) - La que se avecina (2009) - La última guardia (2010) - ¿Qué fue de Jorge Sanz? (2010) - Ni contigo ni sin ti (2011) |

### Teatre
| - La segunda esposa (1955), de Guillermo Sautier Casaseca i Luisa Alberca - El cardo y la malva (1960), de Alfonso Paso - La isla soñada (1960), de Aldo Nicolaj - La cornada (1960), de Alfonso Sastre - Tengo un millón (1960), de Víctor Ruiz Iriarte - The boy friend (1961), de Sandy Wilson - Los derechos de la mujer (1962), de Alfonso Paso - Un roto para un descosido (1962), de Alfonso Paso - Vivir es formidable (1962-1963), de Alfonso Paso - Los derechos del hombre (1963), de Alfonso Paso - Los monos gritan al amanecer (1963), de José María Pemán - La hermosa fea (1963), de Lope de Vega versionada per Alfonso Paso - Un domingo en Nueva York (1964), de Norman Krasna - Empate a dos (1965), - La tercera palabra (1966-1967), de Alejandro Casona - Siete gritos en el mar (1968), de Alejandro Casona | - El proceso de Mary Duggan (1968), de Bayard Bellier, - Representando a Karin (1969), de Arieh Chen, - Rosas rojas para mi (1969/1970), de Sean O'Casey, - Vidas privadas (1970), de Noël Coward, - ¿A que jugamos? (1971), de Carlos Gorostiza - Descansa en paz querida (1972), de Durbridge, - Diseño para mi vida (1975), de Noël Coward - Pato a la naranja (1976), de William Douglas-Home, - Una modelo para un desnudo (1977), de Claude Magnier, - Casado de día soltero de noche (1978), de Julio Mathias, - La gata sobre el tejado de zinc (1979), de Tennessee Williams - Contradanza (1980), de Francisco Ors. - Camino de plata (1989), de Ana Diosdado - Trescientos veintiuno, trescientos veintidós (1991), de Ana Diosdado - Las mujeres de Jack (1999), de Neil Simon |

## Premis i nominacions
| Any  | Premi                                            | Categoria                      | Títol               | Resultat  |
| ---- | ------------------------------------------------ | ------------------------------ | ------------------- | --------- |
| 1980 | Círculo de Escritores Cinematográficos (Espanya) | Millor actor secundari         | Las verdes praderas | Guanyador |
| 1992 | TP d'Or                                          | Millor actor                   | Farmacia de guardia | Nominat   |
| 1993 | Fotogramas de Plata                              | Millor actor de televisió      | Farmacia de guardia | Nominat   |
| 1993 | TP d'Or                                          | Millor actor                   | Farmacia de guardia | Guanyador |
| 1994 | TP d'Or                                          | Millor actor                   | Farmacia de guardia | Nominat   |
| 1995 | TP d'Or                                          | Millor actor                   | Farmacia de guardia | Guanyador |
| 1996 | TP d'Or                                          | Millor actor                   | Farmacia de guardia | Nominat   |
| 2002 | Medalla d'Or al Mèrit en les Belles Arts         |                                |                     | Guanyador |
| 2008 | Círculo de Escritores Cinematográficos (Espanya) | Millor actor secundari         | Luz de domingo      | Guanyador |
| 2008 | Premis Goya                                      | Goya al millor actor secundari | Luz de domingo      | Nominat   |